# Ilhas Hauar
As ilhas Hauar ou ilhas Hawar (em árabe جزر حوار) são um arquipélago de ilhas desertas no Barém, situado na costa oeste do Catar, no golfo do Barém,  no golfo Pérsico. Pertencem atualmente à província do Sul.
As ilhas costumavam ser um dos assentamentos do ramo Bahraini dos Dawasir, que se estabeleceram lá no início do século XIX. As ilhas foram pesquisadas pela primeira vez em 1820, e duas aldeias foram registradas.  Esses povoados agora estão desabitados, exceto uma guarnição da polícia e um hotel na ilha principal; o acesso a todos, exceto a própria ilha Hawar, é severamente restrito. Os pescadores locais estão autorizados a pescar nas águas adjacentes e há alguma pesca recreativa e turismo nas ilhas e em torno delas. A água doce sempre foi escassa; historicamente, era obtida por recolha superficial e ainda hoje, com a fábrica de dessalinização, fornecimentos de água têm de ser trazidos da ilha principal do Barém.